# Zmienna prędkość światła
Zmienna prędkość światła (variable speed of light – VSL) – koncepcja, zgodnie z którą prędkość światła w próżni oznaczana jako {\displaystyle c,} może nie być stała. W większości przypadków w fizyce materii skondensowanej, kiedy światło przechodzi przez ośrodek, jego prędkość fazowa jest mniejsza. Wirtualne fotony w pewnych rozważaniach w ramach kwantowej teorii pola mogą także podróżować z inną prędkością niż {\displaystyle c} na krótkich dystansach; jednak nie wynika z tego, że cokolwiek może poruszać się szybciej od światła.

## Zmienna prędkość światła w kosmologii
Na gruncie kosmologii zmienna prędkość światła została zaproponowana niezależnie przez Jean-Pierre’a Petita w 1988, Johna Moffata w 1992 i zespół dwóch naukowców: Andreasa Albrechta oraz João Magueijo w 1998 roku w celu wyjaśnienia problemu horyzontu w kosmologii oraz zaproponowania alternatywy dla inflacji kosmicznej.
Pomysł Moffata oraz Albrecht-Magueijo opierał się na założeniu, że prędkość propagacji światła we wczesnym Wszechświecie była o 60 rzędów wielkości większa od obecnej, zatem odległe regiony rozszerzającego się Wszechświata miały czas na interakcję. Nie istnieje sposób, aby rozwiązać problem horyzontu poprzez uzmiennienie stałej struktury subtelnej, ponieważ jej zmiany nie zmieniają przyczynowo-skutkowej struktury czasoprzestrzeni. Aby tego dokonać, wymagana byłaby modyfikacja grawitacji przez zmianę stałej grawitacji lub przedefiniowanie szczególnej teorii względności. Kosmologie opierające się na zmiennej prędkości światła obchodzą ten problem poprzez uzmiennienie wartości {\displaystyle c} poprzez złamanie lorentzowskiej niezmienniczości teorii Einsteina w przypadku zarówno ogólnej, jak i szczególnej teorii względności. Nowe sformułowania zachowują lokalnie lorentzowską niezmienniczość.
W marcu 2014 roku ogłoszono wyniki eksperymentu BICEP2 potwierdzające istnienie polaryzacji typu B spójnego z teorią inflacji oraz pierwotnymi falami grawitacyjnymi we wczesnym Wszechświecie na poziomie {\displaystyle r=0{,}2_{-0{,}05}^{+0{,}07}.} Wyniki wymagają jeszcze potwierdzenia z innych eksperymentów jak Planck, jednak gdy okażą się prawdziwe, to oznacza dowód za inflacją kosmologiczną.